# Aeschnophlebia laoshanensis
Aeschnophlebia laoshanensis – gatunek ważki z rodziny żagnicowatych (Aeshnidae). Występuje we wschodnich Chinach; stwierdzono go w prowincji Szantung.
Gatunek ten opisali w 2010 roku Hao-Miao Zhang, Wen-Chi Yeh i Xiao-Li Tong na łamach czasopisma „Zootaxa”. Autorzy nadali gatunkowi nazwę Planaeschna laoshanensis. Holotyp i paratyp to samce odłowione we wrześniu 2008 roku na górze Laoshan (miejsce typowe); epitet gatunkowy pochodzi od nazwy tej góry. Autorzy nie opisali samicy.